# غزيلة (المخرم)
غزيلة قرية في ناحية جب الجراح التابعة لمنطقة المخرّم في محافظة حمص في سورية. بلغ عدد سكان القرية 408 نسمة حسب تعداد عام 2004.